# Sándor Képíró
Sándor Képíró (Sarkad, 18 febbraio 1914 – Budapest, 3 settembre 2011) è stato un militare ungherese.
Già membro della Magyar Királyi Csendőrség, la gendarmeria ungherese, è stato accusato di crimini di guerra durante la seconda guerra mondiale, in particolare a proposito del massacro di Novi Sad, avvenuto in Serbia nel 1942: dopo essere stato liberato dal regime fascista ungherese è fuggito in Austria nel 1944 ed in Argentina alla fine del conflitto. Nel 1946 il governo comunista ungherese lo ha giudicato in contumacia e lo ha condannato a quattordici anni di reclusione. Nel febbraio del 2011, all'età di 97 anni, è stato convocato a processo dal Tribunale di Budapest, imputato come responsabile del massacro di Novi Sad: il 18 luglio dello stesso anno è stato assolto dalle accuse da un tribunale di Budapest.